# Stradbroke
Pour les articles homonymes, voir Stradbroke (homonymie).
Stradbroke est un village et une paroisse civile du Suffolk, en Angleterre.